# Gregory Parkes
Gregory Lawrence Parkes (Mineola, Nueva York, Estados Unidos, 2 de abril de 1964) es un obispo católico, financista, teólogo y canonista estadounidense. Ha estudiado en diversas universidades tanto de Estados Unidos como de Italia. 
Fue ordenado sacerdote en junio de 1999, para la Diócesis de Orlando, en la cual ha ejercido de pastor y otros cargos.
El 20 de marzo de 2012, el Papa Benedicto XVI lo nombró por primera vez como Obispo de Pensacola–Tallahassee y el 28 de noviembre de 2016, fue nombrado por el Papa Francisco como nuevo Obispo de San Petersburgo.

## Inicios y formación
De nombre completo Gregory Lawrence Parkes. Nació en la localidad neoyorkina de Mineola, el 2 de abril de 1964. Después de graduarse en el instituto, se licenció en Finanzas por la Universidad Estatal de Florida.
Allí en Florida, al descubrir su vocación religiosa, ingresó en el Seminario Regional San Vicente de Paúl en Boynton Beach.
Luego se trasladó a Italia para continuar con sus estudios superiores. Fue alumno del Pontificio Colegio Norteamericano y de la Pontificia Universidad Gregoriana de Roma, en la cual se licenció en Teología y Derecho Canónico.

## Sacerdocio
A su regreso a los Estados Unidos, fue ordenado sacerdote el día 26 de junio de 1999 para la Diócesis de Orlando, por el entonces obispo diocesano "Monseñor" Norbert Mary Leonard James Dorsey(†).
Tras su ordenación en junio de 1999, inició su ministerio pastoral como vicario parroquial en la Iglesia de la Sagrada Familia en Orlando.
Luego desde 2005 hasta 2012 fue fundador y pastor de la Iglesia Corpus Christi en Celebration.
Al mismo tiempo ejerció de canciller de la Diócesis y a partir de 2009 de vicario general.

## Carrera episcopal
Ya el día 20 de marzo de 2012 ascendió al episcopado, cuando Su Santidad el Papa Benedicto XVI le nombró Obispo de la Diócesis de Pensacola-Tallahassee, en sucesión de "Monseñor" John Huston Ricard.
Además de su escudo, eligió como lema, la frase: "Nomini Tua Da Gloriam" – (en latín).
Recibió la consagración episcopal el 5 de junio de ese mismo año, a manos del Arzobispo Metropolitano de Miami "Monseñor" Thomas Wenski, actuando como consagrante principal.
Y como co–consagrantes tuvo al Obispo de Orlando "Monseñor" John Gerard Noonan y al Obispo de San Agustín "Monseñor" Felipe de Jesús Estévez.

### Obispo de San Petersburgo
Posteriormente, el 28 de noviembre de 2016 fue nombrado por el Papa Francisco como nuevo Obispo de la Diócesis de San Petersburgo (Florida), en sucesión de "Monseñor" Robert Nugent Lynch que se jubiló.
Tomó posesión oficial como Obispo de San Petersburgo el día 4 de enero de 2017, durante una ceremonia especial celebrada en la Catedral Diocesana de San Judas Tadeo.